# هانا بيرشل
هانا بيرشل (بالإنجليزية: Hannah Burchell)‏ هي لاعبة كرة قدم أسترالية، ولدت في 25 فبراير 1995.

## روابط خارجية
- هانا بيرشل على موقع AustralianFootball.com (الإنجليزية)